# 토미 로브레도
토미 로브레도 가르세스(Tommy Robredo Garcés, 1982년 5월 1일~)는 스페인의 프로 테니스 선수이다. 2006년 5월 처음으로 세계 랭킹 10위권에 진입한 이후 꾸준히 세계 랭킹 20위권을 유지해오고 있으며, 생애 최고 랭킹은 2006년 8월 28일 기록한 세계 랭킹 5위이다.
로브레도는 1998년 프로로 데뷔하였다. 한때 알렉스 코레차와 페르난도 베르다스코의 코치를 맡기도 했던 |호세 클라베트와 프란시스코 클라베트 형제가 그의 코치를 맡고 있다. 그는 포핸드가 뛰어나며, 클레이 코트 경기에 특히 능한 것으로 잘 알려져 있다.